# Renato Caocci
Renato Caocci (né le 17 février 1943 à Olbia en Sardaigne) est un joueur de football italien, qui évoluait en tant que défenseur.
Caocci commence sa carrière dans le grand club de son île natale, le Cagliari Calcio en 1961. Il rejoint ensuite la Juventus (avec qui il termine vice-champion d'Italie en 1963), avant d'ensuite jouer avec l'US Palerme, le Potenza Sport Club et le Genoa CFC. Il termine sa carrière en 1972 avec le FC Turris 1944 ASD.

## Palmarès
Juventus
- Championnat d'Italie :
  - Vice-champion : 1962-63.